# Маяковский смеётся
«Маяко́вский смеётся» — советский художественный фильм, комедия по мотивам пьесы «Клоп» и сценарию «Позабудь про камин» В. Маяковского, снятая режиссёрами Сергеем Юткевичем и Анатолием Карановичем на киностудии «Мосфильм» в 1975 году.

Фильм-коллаж с использованием хроники и разных видов мультипликации комментирует кинодраматург Алексей Каплер.

## Сюжет
Бывший рабочий Иван Присыпкин стремится к красивой жизни. Наставником его на этом пути становится уже вкусивший прелестей мещанского быта Олег Баян. Для большего благозвучия бывший Иван получает новое имя — Пьер Скрипкин. Вскоре начинается его форсированное ухаживание за парикмахерской дочерью Эльзевирой Ренессанс, которое заканчивается подготовкой к свадьбе.
Прежняя невеста Ивана, комсомолка Зоя Берёзкина, узнаёт о предательстве своего жениха и стреляется, не в силах перенести подлость любимого человека.
В доме молодожёнов, во время свадебной попойки, произошёл пожар, в котором сгорели все гости, за исключением Присыпкина, облитого водой из пожарных шлангов и вмёрзшего в льдину. Так проходят годы… Будущее поколение находит Присыпкина и решает воскресить уцелевший экземпляр представителя ушедшей эпохи.
В Институте человеческих воскрешений разделились мнения о дальнейшей судьбе размороженного. Одни учёные предлагали вновь заморозить его, дабы избежать возможность заражения здорового общества вредными привычками прежних дней. Другие говорили, что общество в состоянии перевоспитать любого, в ком есть хоть капля человеческого.
Уставшему Присыпкину снится сладкий сон, что он был похищен из здания института. Люди, похитившие его, привезли сохранившегося уникума в одну из Западных стран. Там, некто, внешне похожий на Олега Баяна, делает из него поп-идола. Но недолгому счастью Присыпкина приходит конец, когда возмущённый народ выходит на улицу и прогоняет паразитирующих хозяев жизни.

## История создания
Из интервью режиссёра журналу «Советский экран»:
Когда мы стали искать те выразительные средства современного кинематографа, которые помогли бы сделать «Клопа» активным и злободневным политическим фильмом, то пришли к выводу, что нужно развить приём «коллажа» — сочетания разнообразных кинематографических фактур: кукольной и рисованной мультипликации, фотомонтажа, документальных кадров и игры живых актёров.Сергей Юткевич, «Советский экран» № 22 1974
Необычное изобразительное решение потребовало привлечения нескольких художников различных специальностей, съёмки велись по сложной технологии, когда одновременно с ним трудились «кукольники, режиссёры, актёры, фотографы, комбинаторы…»
Для участия были приглашены коллективы мультипликаторов с киностудии «Союзмультфильм» при технической помощи киностудии «Центрнаучфильм».

## В ролях
- Анатолий Переверзев — Маяковский
- Юрий Чернов — Иван Присыпкин / Пьер Скрипкин
- Леонид Броневой — Олег Баян / актёр-халтурщик Бочкин
- Ия Саввина — Зоя Берёзкина
- Людмила Великая — мадемуазель Эльзевира Ренессанс
- Михаил Глузский — профессор
- Наталья Защипина
- Георгиос Совчис — усач в общежитии
- Тамара Совчи
- Александр Вигдоров — доктор / парень в общежитии
- Галина Волчек — мадам Розалия Павловна Ренессанс
- Наталья Гурзо — девушка в общежитии
- Сергей Гурзо — парень в общежитии
- Борис Кумаритов — продавец пуговиц (озвучивание)
- Алексей Каплер — ведущий

## Съёмочная группа
- Авторы сценария и режиссёры-постановщики: Сергей Юткевич, Анатолий Каранович
- Главный оператор: Юрий Нейман
- Режиссёр: Аркадий Кордон
- Художники-постановщики: Нина Виноградова, С. Гаврилов, Николай Кошкин, Даниил Менделевич, Виталий Песков
- Художник по куклам: Э. Коган
- Художник по костюмам: М. Левикова
- Композиторы: Владимир Дашкевич, Анатолий Кремер
- Исполнитель песен: ВИА «Оловянные солдатики», Эдуард Лабковский
- Текст песен: Юлия Михайлова
- Звукооператоры: Мира Лексаченко, Виктор Бабушкин,
- Режиссёры-мультипликации: Владимир Тарасов, Анатолий Петров, Идея Гаранина
- Операторы-мультипликации: Михаил Друян, Борис Ланин, Теодор Бунимович
- Мультипликаторы: Ольга Боголюбова, Татьяна Митителло, Юрий Мещеряков, Юрий Кузюрин, Аркадий Шер, Виктор Арсентьев, Олег Комаров, Алексей Букин, Анатолий Петров, Эльвира Авакян, Александр Горленко, Татьяна Фадеева, Юрий Батанин, Владимир Пальчиков, Лев Рябинин, Ирина Собинова-Кассиль, Онна Думбадзе
- Монтаж: Надежда Трещёва
- Директор мультипликации: Натан Битман
- Оператор: В. Михайлов
- Комбинированные съёмки: 
  - Оператор: Валентина Рылач
  - Художник: Ольга Казакова